# Donnie Walsh
Pour les articles homonymes, voir Walsh.
Joseph Donald « Donnie » Walsh, né le 1er mars 1941 à Manhattan, à New York, est un joueur, entraîneur et dirigeant américain de basket-ball. Il est conseiller des Pacers de l'Indiana depuis juin 2013.

## Carrière
Donnie Walsh est joueur aux Tar Heels de la Caroline du Nord où il est sélectionné par les Warriors de Philadelphie. Cependant, il ne jouera jamais en NBA. Il devient rapidement entraîneur adjoint en NCAA et en NBA. Il dirige durant une saison et demie les Nuggets de Denver en remplacement de Doug Moe. Après sa carrière d'entraîneur, Donnie Walsh devient manager général des Pacers de l'Indiana, puis président jusqu'à la fin de la saison 2007-2008. Il rejoint alors les Knicks de New York en tant que président des opérations basket jusqu'en juin 2011, devenant alors consultant. Il retourne aux Pacers de l'Indiana le 27 juin 2012 afin de remplacer Larry Bird en tant que président des opérations basket. Le 27 juin 2013, Larry Bird reprend son poste de président et Donnie Walsh accepte un rôle de consultant.